# 미아 (프로게이머)
미아(본명: 최상인, 1998년 11월 3일 ~ )는 대한민국의 리그 오브 레전드 프로게이머로 아이디는 Mia이다. 포지션은 서포터이며 현재 라틴 아메리카 리그의 이스트랄 e스포츠 소속이다.

## 선수 생활
2017년 6월 27일, 리그 오브 레전드 재팬 리그 챌린저 시리즈의 SCARZ에 입단하면서 프로 커리어를 시작했다. 서머 시즌 팀의 우승에 기여했다.
2018년 4월, 콩두 몬스터에 입단했다.
2018년 7월, KT 롤스터에 입단했다. 하지만 눈꽃과의 주전 경쟁에서 밀리며 출전을 기록하지 못했다. 2019년 5월, 팀에서 퇴단했다.
2020시즌을 앞두고 APK 프린스에 입단했다. APK에서는 시크릿의 서브 선수로 간간히 출전을 기록했다. 서머 시즌에서는 시크릿이 부진에 빠지면서 점차 출전 기회를 늘려나갔다. 2020시즌 종료 후 팀에서 퇴단했다.
2021년 5월, 에스트랄 e스포츠에 입단했다. 서머 시즌 팀의 준우승에 기여했다.

## 소속팀
| # | 팀명             | 소속 기간             | 소속 리그 | 비고 |
| - | ---------------- | --------------------- | --------- | ---- |
| 1 | SCARZ            | 2017.06.27~2017.08.24 | LJLCS     |      |
| 2 | 콩두 몬스터      | 2018.04~2018.07.09    | CK        |      |
| 3 | KT 롤스터        | 2018.07.09~2019.05.17 | LCK       |      |
| 4 | APK 프린스       | 2019.11.25~2020.11.16 | LCK       |      |
| 5 | 에스트랄 e스포츠 | 2021.05.07~           | LLA       |      |

## 수상 내역
- 리그 오브 레전드 재팬 리그 챌린저 시리즈 서머 2017 우승